# Sielsowiet koziński (obwód kurski)
Sielsowiet koziński (ros. Козинский сельсовет) – jednostka administracyjna wchodząca w skład rejonu rylskiego w оbwodzie kurskim w Rosji.
Centrum administracyjnym sielsowietu jest sieło Kozino.

## Geografia
Powierzchnia sielsowietu wynosi 79,23 km².

## Historia
Status i granice sielsowietu zostały określone ustawami z 2004 i z 2010 roku.

## Demografia
W 2017 roku sielsowiet zamieszkiwało 910 mieszkańców.

## Miejscowości
W skład sielsowietu wchodzą miejscowości: Kozino, Gorodiszcze, Krasnyj Pieriedowik, Łokoć, Rieza, Rubieżow, Titow.